# Monument Valley

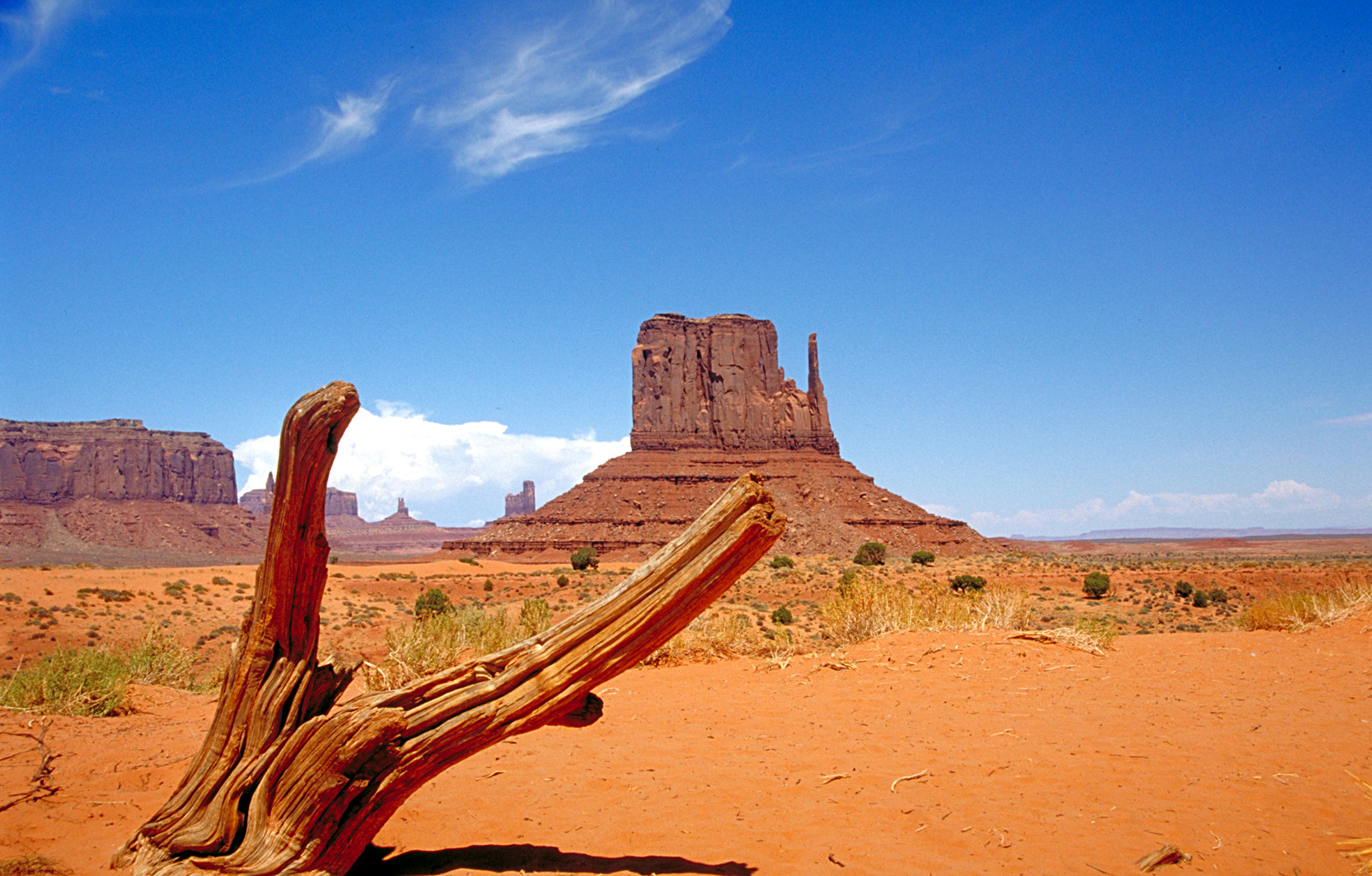
Monument Valley

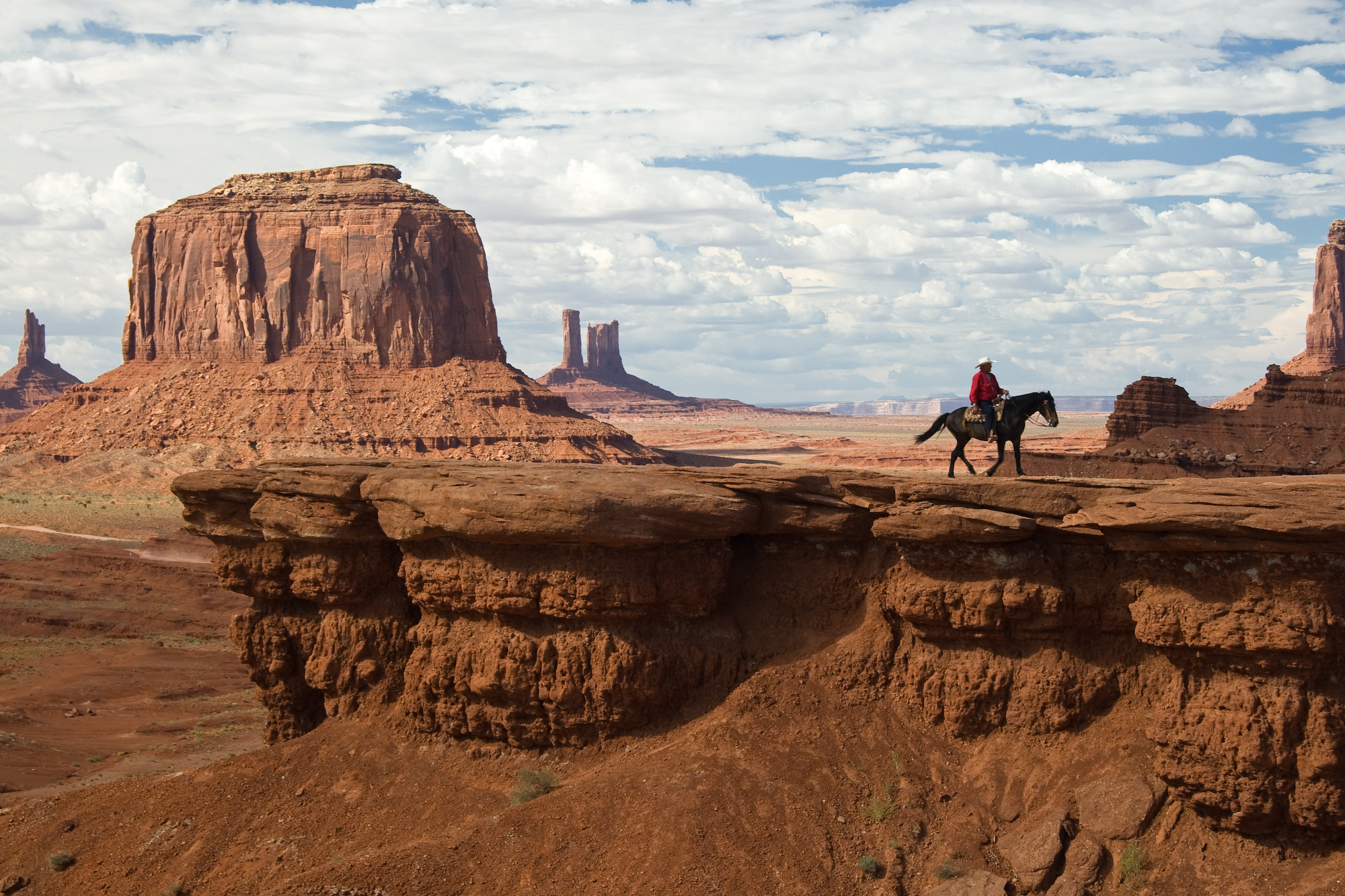
John Ford's Point i Monument Valley.

Monument Valley, Tsé Biiʼ Ndzisgaii navajo för "stenarnas dal", är en dalgång i gränslandet mellan norra Arizona och södra Utah i USA på Coloradoplatån. Det spektakulära landskapet med de märkliga bergsformationerna är en del av USA:s kulturarv. Området ligger inom Navajo-folkets landskap, och man kan ta sig till området och dess för allmänhetens öppna park via U.S. Route 163. Parken kallas för Monument Valley Navajo Tribal Park. Den fungerar likt en amerikansk nationalpark, men kategoriseras inte som detta då den är privatägd av Navajo Nation.
Framför allt har landskapet varit bakgrund till otaliga västernfilmer, först och kanske viktigast John Fords Diligensen (1939). Ford gjorde ytterligare nio filmer här. Den amerikanske serieskaparen George Herriman lät sin serie Krazy Kat utspelas i Norra Arizona, och han använde ofta bergsformationer från Monument Valley som bakgrunder i serien.
Playstation 3-spelet Motorstorm äger rum i Monument Valley.